# Архітектура Швеції

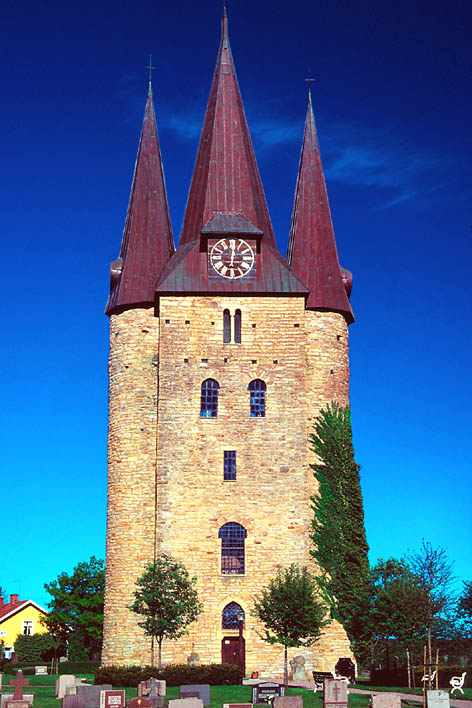
Церква в Хусабю

Архітектура Швеції — дана стаття розглядає архітектуру Швеції з історичної точки зору.
Як у історії архітектури світу, в архітектурній історії нації, природно пов'язувати історії цих пам'ятників, розглядати розвиток цієї країни та інститутів її влади, палаців, замків й церков. Аналізуємо сучасну епоху зі зміною ролі архітекторів в суспільстві, що стосується всього населення (житло та інфраструктура суспільства).

## Історія

### Середньовіччя

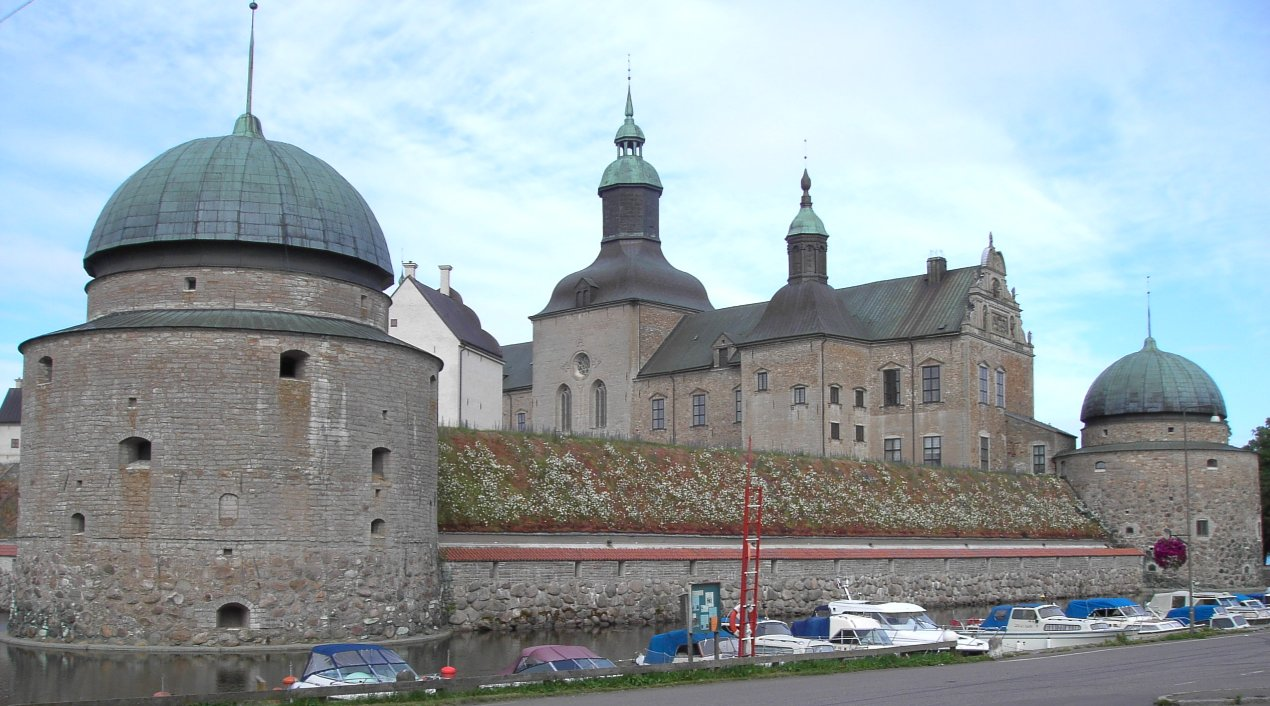
Вадстенський замок

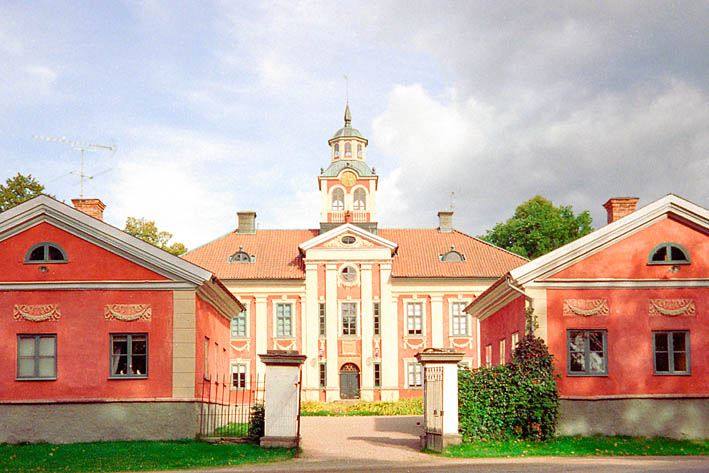
Маріедальський палац

У Швеції середньовіччя тривало близько 500 років: від хрещення Улофа Шетконунга у 1000 році до Густава I Вази, котрий захопив владу в 1523 р.. Спочатку майже всі будівлі, міські та сільські, були побудовані з деревини. У XII столітті камінь став переважаючим будівельним матеріалом для будівництва романських монастирів і церков. Яскравим прикладом є Кафедральний собор Лунда, монастиря в Сігтуні, церкви в Хусабю і монастиря Альвастра. Але менше є романських церков у сільській місцевості.
Поява готичного стилю принесла цеглу в Швецію як новий будівельний матеріал. Катедральних соборів Вестерос, Стренгнес і Уппсала були побудовані з цегли, в той час як собори Скари і Лінчепінг були зроблені з вапняку.
Близько 1500 з 4000 шведських церков споруджені у середні віки, дуже мало світських будівель збереглося з цього періоду. Однак, є кілька будинків брандмейстера в Стокгольмі і Вісбі, деякі замки, фортеці та укріплення. З XIII століття збереглися міські стіни навколо Вісбю, і вони одні з найбкраще збережених середньовічних міських стін у Європі. Схема вулиць «старого міста» Стокгольму збереглася з раннього періоду, до середньовіччя. В інших шведських містах світські будівлі від часів Середньовіччя дуже рідко зустрічаються, а ті що лишилися — перебудовані протягом наступних століть. Наприклад в Уппсалі (швед. Skytteanum).

### Ренесанс і бароко

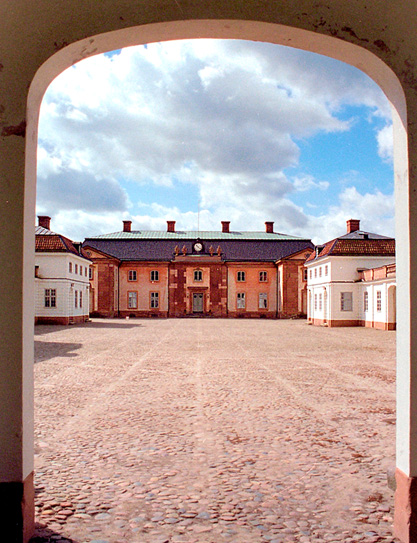
Еведсклостерський палац

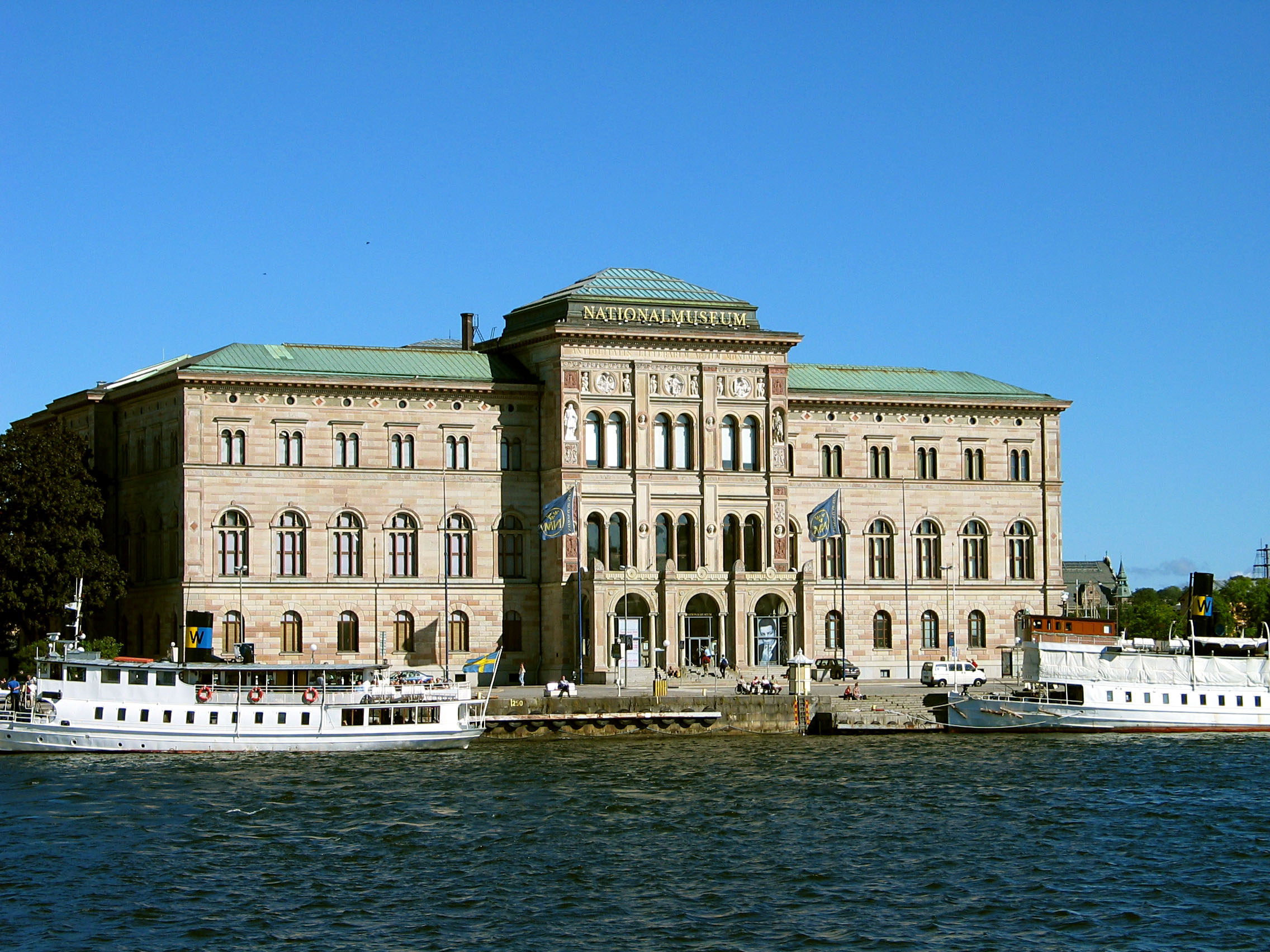
Шведський національний музей образотворчих мистецтв

Після піднесення Швеції як великої держави в XVII столітті, аристократи почали займатися будуванням. У той період поняття «архітектор» і було створене як професія. Репутація чого була підкріплена роботами Симона Де-ла-Валле і Никодима Тессіна Старшого. Були побудовані численні палаци міст і «Ландхуссер» (Landschlösser), перш за все за французькою моделлю. Крім того, приміщення церков були відновлені. Церква Катаріни в Стокгольмі стала взірцем для багатьох будівель і церков в провінції. Роботи Никодима Тессіна Молодшого переймали стиль бароко в архітектурному розвитку Швеції. Наприклад, Стокгольмський королівський палац і Кафедральний собор Кальмара. У XVII столітті побачимо ряд міст, де були викладені чіткі сітки плану вулиць і візерунки центральних площ. Винятком з цього правила є данські Сконе і Гетеборг, які були закладені в голландській моделі в 1619 р. і включали канали. Конструкції ці як і раніше впізнавані й сьогодні, навіть там, де оригінальні будівлі з деревина вже зникли.

### Класицизм і ампір

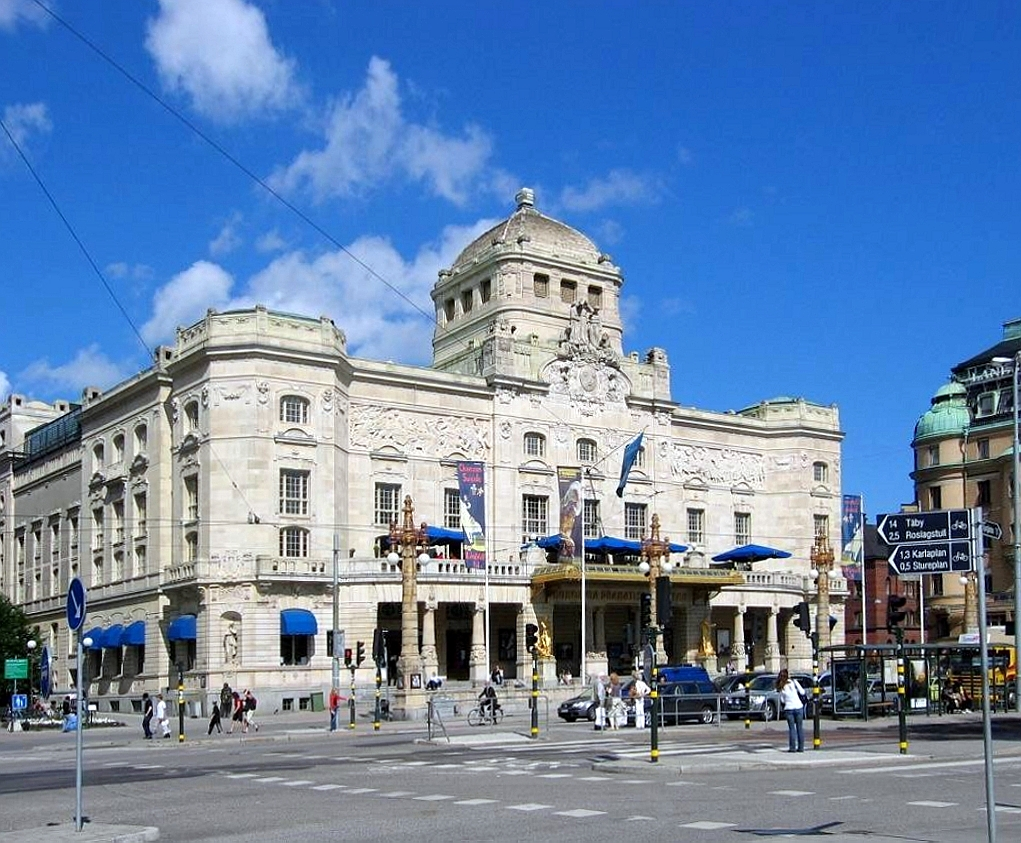
Королівський драматичний театр

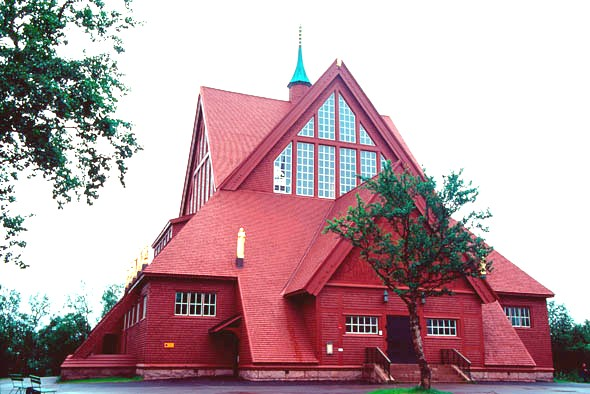
Церква Кіруни

У другій половині XVIII століття, особливо після державного перевороту Густава III новий напрямок був прийнятий з використанням класичних обрисів. У 1773 р. була заснована школа в Академії мистецтв, незабаром після цього «Управління з нагляду у сфері будівельної індустрії». Обидва підняли якість архітектури, але за рахунок місцевих традицій будівництва. Зразком нових класичних ідеалів в архітектурі можна знайти в Палацовому театрі у Гріпсгольмі, у Ботанічній будівлі в Уппсалі або в середній школі в Херньосанд (швед. Härnösand).
Після наполеонівських воєн з втратою Фінляндії, національна будівельна діяльність була зосереджена у військовій сфері. Фортеця Карлсборг і Гета-каналу, використовували 60000 чоловік в 23-річний період, це був найбільший шведський будівельний проєкт усіх часів. Провідним архітектором першої половини XIX століття був солдат, полковник Фредрік Блом, він розробив ряд казарм, а також оформлені в класичному стилі церкву в Стокгольмі (швед. Skeppholm) і, як домашній архітектор королівської сім'ї він побудував Палац Розендаль.
У другій половині XIX століття під час індустріалізації Швеції населення міст потроїлося протягом кількох десятиліть. Ця швидка урбанізація призвела до розвитку будівельної діяльності: були збудовані багатоквартирні житлові будинки та громадські будівлі, такі як школи, лікарні, в'язниці, готелі, банки, ринкові зали, театри і церкви. Еклектичний історизм відрізняє багато споруд. Німецькій Фрідріх Август Штюлер отримав підтримку комісії для будівництва Шведського національного музею образотворчих мистецтв, який оформлений в стилі ренесансу. Фредрік Вільгельм Шоландер в Стокгольмі був натхнений у роботі з синагогою ассирійської архітектури. Його учень Хельго Зеттервалль, пішов по його стопах з комплексної реконструкції соборів Уппсала, Скара і Лінчепінг, який виразив свою інтерпретацію готичного стилю. Юхан Фредрік Обум є самим плідним шведським архітектором свого часу, котрий створив проєкти численних церков і шерегу міщанських будинків в стилі неоренесансу. Нова громадянська гордість — це ресторан «Берн Шалонгер» (швед. Berns Salonger) був помітним у творчості архітекторів, через що він увічнений в новелі Августа Стріндберга «Червона кімната».

### Національний романтичний стиль

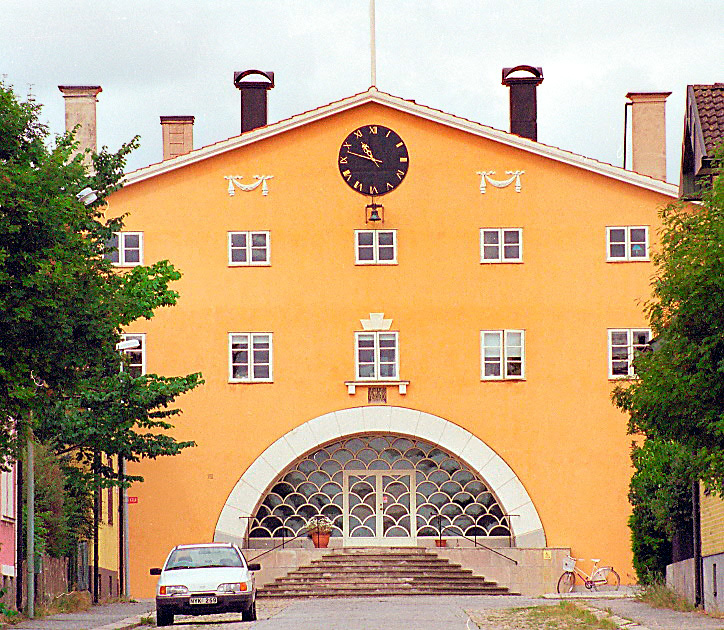
Фасад районного судового дому

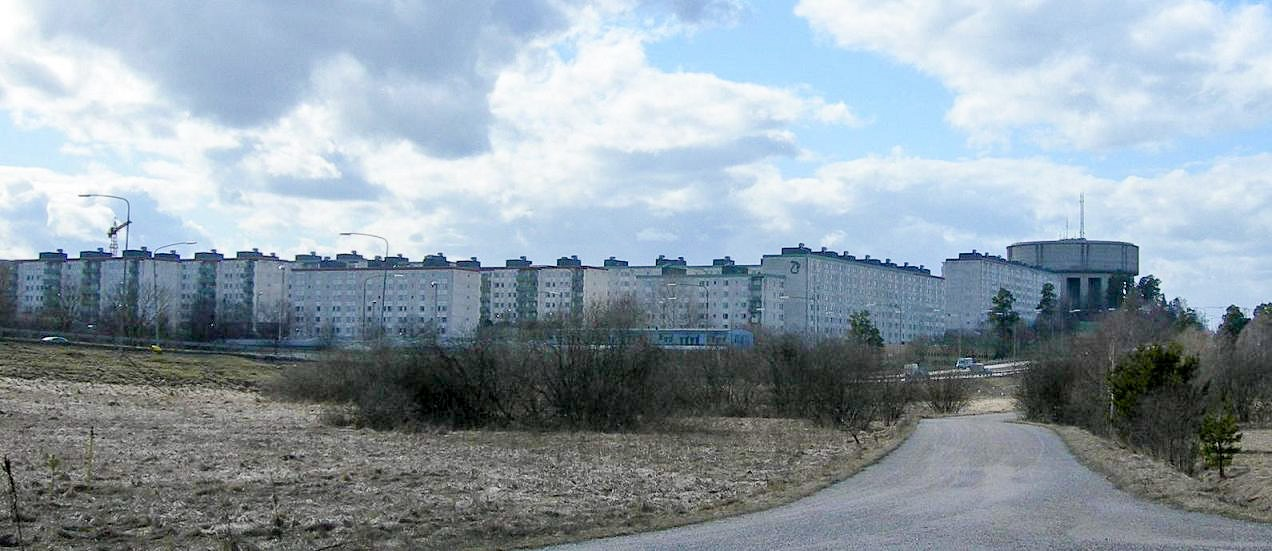
За «мільйонною програмою» мікрорайон «Тенста» у Стокгольмі

Наприкінці XIX століття і початку XX століття з'явилося нове покоління архітекторів, хто відвернувся від історизму і класицизму. З одного боку, вони поглинали впливи ззовні Швеції, наприклад стиль модерн, в якому виконаний Королівський драматичний театр у Стокгольмі. З іншого боку, вони шукали зразки у шведській історії культури і у шведській традиції будівництва. З цього пошуку вони розвивали національно-романтичний стиль (Північний модерн), з якого постала шведська культура будівництва і об'єднання цього з ідеями англійського «Руху мистецтв і ремесел», щоби створити дуже різні шведські архітектурні зразки в цеглі і деревині. Карл Вестман був одним з перших будівельників спорудивших «Шведську генеральну медичну асоціацію» в Стокгольмі, хто побудував в такому стилі, разом з Музеєм Рьосска (швед. Röhsska museet) в Гетеборзі та Стокгольмский судовий дім, надавши цим приклади. Вінцем національно-романтичному стилю є Стокгольмська ратуша, розроблена Рагнаром Естбергом і побудована між 1903 р. і 1923 р..
Густав Вікман присвятив себе завданню різної природи, він побудував ціле місто Кіруна протягом 3 років в безлюдній пустелі. Після того, як багата копалина залізної руди була виявлено та залізнична лінії побудовані, деякі Вікманові пред'явили звинувачення в неподобстві щодо дизайну міста. Протягом декількох років він вів проєктування і будівництво з директорами та інженерами міста для домів, жител працівників, офісів, шкіл, лікарень, пожежних станцій (брандмейстерів), поштових відділень, басейнів і банків. Серед його найкращих робіт є церкви Кіруни, виконані в національно-романтичному стилі. Деревина в їх будівництві демонструє і з'єднує вплив норвезьких дерев'яних церков і американську архітектурну традицію.

### Модерн і постмодерн

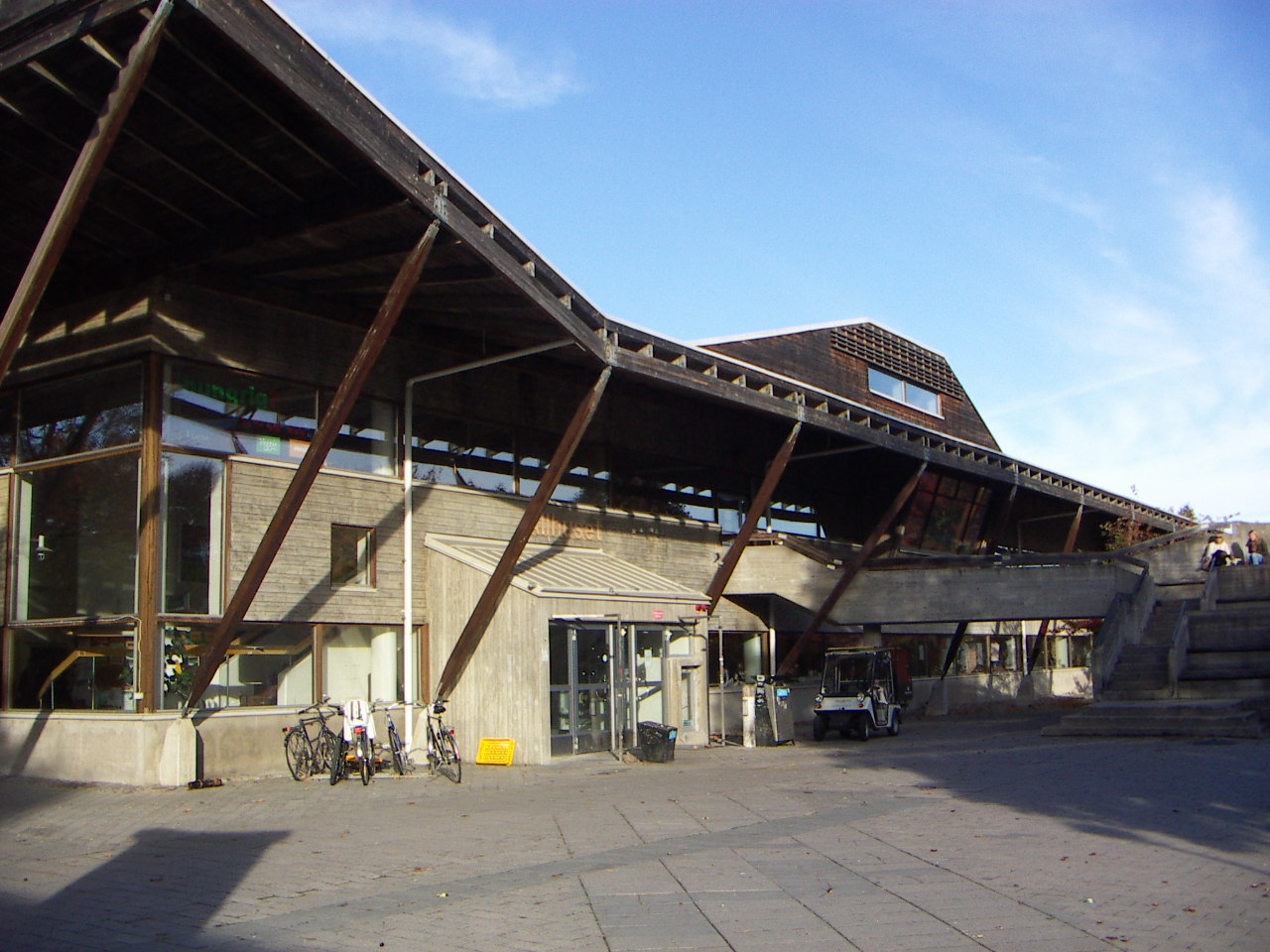
Ральф Ерхіне: Стокгольмський університет

Сучасна архітектура у Швеції передувала групі архітекторів, які зайняли дуже строгу і різко нео-класичну позицію. Ґуннар Асплунд і Івар Тенгбум були двома з найвідоміших представників цього під час 1910-х і 1920-х років, вносячи вклад в стилі, які стали відомими на міжнародному рівні як «шведська вишуканість». Асплунд мав найважливіші роботи — це «Будинок районного суду» в Сельвесборгу, Стокгольмська громадська бібліотека у співпраці з Сігурдом Леверенцем, обидва проєкти були представлені на виставці (1930 р.) і Скугсчюркогорден (нині — Світова спадщина ЮНЕСКО).
«Виставка Стокгольмської промисловості, мистецтв і ремесел» 1930 р. допомогла функціоналізму зробити прорив у Швеції. На майбутні роки — особливо для житла стала панівною ідеологією. Типовий приклад тісного зв'язку між функціоналізмом та політикою лівих на острові Квонгольмен (швед. Kvarnholmen), квартал в комуні Нак'я (швед. Nacka) у м. Стокгольм — це розроблений проєкт в 1930-х роках в архітектурному відділі споживчого кооперативу, який був заснований в 1924 р., як перша колективно організована практика архітекторів.
Незважаючи на ці ініціативи, житлові стандарти в Швеції були низькими. Після Другої світової війни масштабний проєкт будівництва був проведений, щоб задовольнити дефіцит житла і поліпшити стандарти. У 1965 р. уряд Швеції оголосив про «програму мільйонів» — тобто будівництво мільйона нових будинків протягом десяти років (з населенням в 7,8 млн осіб). Все передмістя були забудовано гуртожитками протягом дуже короткого часу. Земля в багатьох районах центру міста була закуплена та перепланування в сучасний і функціональний спосіб, щоби звільнити місце для офісів у центра міста. Величезні будівельні проєкти і офіси архітекторів були заплановані. Часто якість будівель і їх конструкція мали другорядне значення для здійснення таких великих проєктів.
Нафтова криза 1973 року поклала кінець «мільйонній програмі». Ще до цього, програма отримала гучну критику проєктів архітекторів, були негативні соціальні наслідки, які викликали ці будівлі. Через цю критику виник постмодерн в Швеції, що охоплює різні тенденції. Багато розроблено і використано форм, що не були у національно-романтичному стилі. Одним з найважливіших представників постмодернізму в Швеції був британського походження Ральф Ерскін. Сьогодні, архітектура в Швеції визначається такими архітекторами, як Герт Вінгордом, який почав з постмодернізму, але підібрав нові тенденції (його праця демонструє вплив від екологічного дизайну, а також мінімалізм, хай-тек, експресіонізм, і неофункціоналізм).